# Служба государственной безопасности Азербайджана
Служба государственной безопасности Азербайджана (азерб. Azərbaycan Respublikasının Dövlət Təhlükəsizliyi Xidməti) — государственный орган исполнительной власти Азербайджанской Республики, созданный на базе Министерства национальной безопасности Азербайджана. Начальник — Али Нагиев.

## История

### Период Азербайджанской ССР
3 мая 1954 года был образован Комитет государственной безопасности при Совете Министров Азербайджанской ССР.

### Современный период
Служба государственной безопасности Азербайджана создана Указом Президента Азербайджанской Республики 14 декабря 2015 года на базе Министерства национальной безопасности Азербайджана.
11 августа 2016 года была утверждена эмблема Службы государственной безопасности Азербайджана; в соответствии с указом о внесении изменений в указ «Об эмблеме Министерства национальной безопасности Азербайджана», название и изображение официальной эмблемы упраздненного МНБ внесены изменения. Так, слова «Министерство национальной безопасности» заменены на «Служба государственной безопасности».
Сотрудники Службы государственной безопасности Азербайджана в ходе Второй карабахской войны проводили соответствующие оперативные мероприятия, а также принимали непосредственное участие в боевых действиях. По итогам войны троим сотрудниками СГБ Азербайджана было присвоено звание Героя Отечественной войны, высшая степень отличия Азербайджанской Республики.

## Деятельность
20 июня 2025 года в ходе спецоперации Службой задержан глава исполнительной власти Гахского района Муса Шекилиев. Одновременно с ним были задержаны некоторые его заместители и должностные лица. Задержанные, в том числе Муса Шекилиев, подозреваются в превышении должностных полномочий. 21 июня Шекилиев был отстранён от должности, и арестован Сабаильским районным судом г. Баку сроком на 3 мес. 28 дней.

## Академия СГБ
Академия была создана распоряжением Президента Азербайджанской Республики от 1 декабря 1998 года. Основной целью академии является подготовка высококвалифицированных кадров для органов национальной безопасности. Распоряжением от 20 декабря 2005 года Академии присвоено имя Гейдара Алиева. Академия функционировала при Министерстве национальной безопасности Азербайджана, а с декабря 2015 года действует при Службе государственной безопасности.

## Руководство

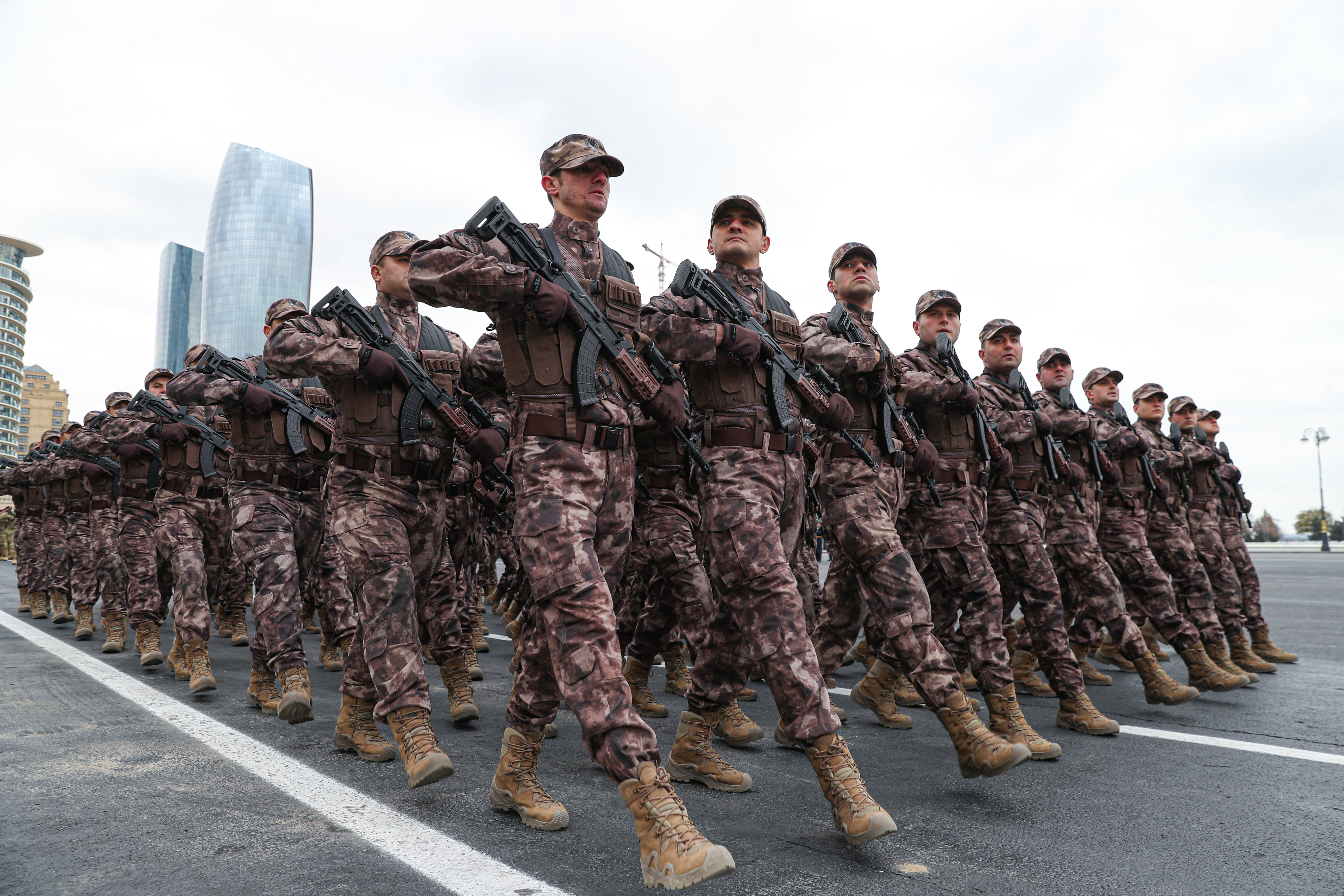
Бойцы СГБ Азербайджана на Параде Победы в Баку

### Начальник
Начальник Службы государственной безопасности Азербайджанской Республики и его заместитель назначаются Президентом Азербайджанской Республики. В современной истории Азербайджана СГБ Азербайджана возглавляли:
| № | ФИО                         | Воинское звание   | Даты (гг.)              |
| - | --------------------------- | ----------------- | ----------------------- |
| 1 | Гулиев, Мадат Газанфар оглы | Генерал-полковник | 14.12.2015 — 20.06.2019 |
| 2 | Нагиев, Али Наги оглы       | Генерал-полковник | с 20.06.2019 — н. в.    |

### Первый заместитель начальника
Должность занимали:
- генерал-лейтенант Шадлинский Джейхун Вагиф оглы[13] (6.2.2020[14] — н. в.)

### Заместители начальника
- генерал-лейтенант Расулов Фуад Мирмехти оглы — начальник отдела военной контрразведки (30.10.2019[15] — н. в.)